# Kościół Znalezienia Krzyża Świętego i św. Katarzyny w Rusinowicach
Kościół Znalezienia Krzyża Świętego i św. Katarzyny w Rusinowicach – kościół rzymskokatolicki znajdujący się w Rusinowicach (powiat lubliniecki, województwo śląskie).

## Historia
Potrzeba wybudowania własnego kościoła w Rusinowicach pojawiła się już przed II wojną światową, jednak trudne doświadczenia wojenne sprawiły, że zamiar ten długo jeszcze musiał czekać na realizację. Realna możliwość budowy świątyni pojawiła się dopiero na przełomie lat 70. i 80. XX wieku. W tym czasie proboszczem w pobliskim Sadowie został ks. Alojzy Drozd, który stał się pierwszym budowniczym tego kościoła.
Zezwolenie na budowę uzyskano w maju 1982 r. Ziemię pod kościół podarował parafianin Jerzy Kampczyk. 29 sierpnia 1982 roku krzyż i plac budowy poświęcił ks. prob. Alojzy Drozd. Architektem kościoła został mgr inż. arch. Zygmunt Radziewicz-Winnicki, a konstruktorem mgr inż. Franciszek Klimek. Prace budowlane rozpoczęły się w czerwcu 1983 r. Wiele z nich wykonywali sami parafianie. Kierownikiem budowy został inż. Józef Opiela. Kamień węgielny wmurował bp. Herbert Bednorz 19 września 1983 r. Rok później dzieło budowy kościoła przejął ks. Henryk Gołek.
Kościół został poświęcony 28 października 1986 r. przez bp. Damiana Zimonia. Autorami wystroju świątyni zostali artyści Stanisław Kluska (krzyż, obrazy, witraże) i Tadeusz Ginko (droga krzyżowa). Po wybudowaniu kościoła, z inicjatywy ks. biskupa Czesława Domina podjęto w roku 1990 kolejne ważne dzieło, jakim była budowa ośrodka dla niepełnosprawnych, którą kierował ks. Henryk Gołek. Po jego tragicznej śmierci w 1991 r., jego następca, ks. Franciszek Balion dokończył dzieła wystroju i doposażenia kościoła a także budowy ośrodka oraz kaplicy cmentarnej.
Kościół został konsekrowany 28 kwietnia 1996 r. przez bp. gliwickiego Jana Wieczorka. Autorem nowego wystroju prezbiterium oraz ołtarza był Piotr Kłosek, a wykonawcą marmurowego ołtarza, ambony i chrzcielnicy – Henryk Grzechac. Dzwony odlano w Odlewni dzwonów Jana Felczyńskiego w Przemyślu. Organy zbudował organmistrz Henryk Hober w 2008 roku.